# Bhairava

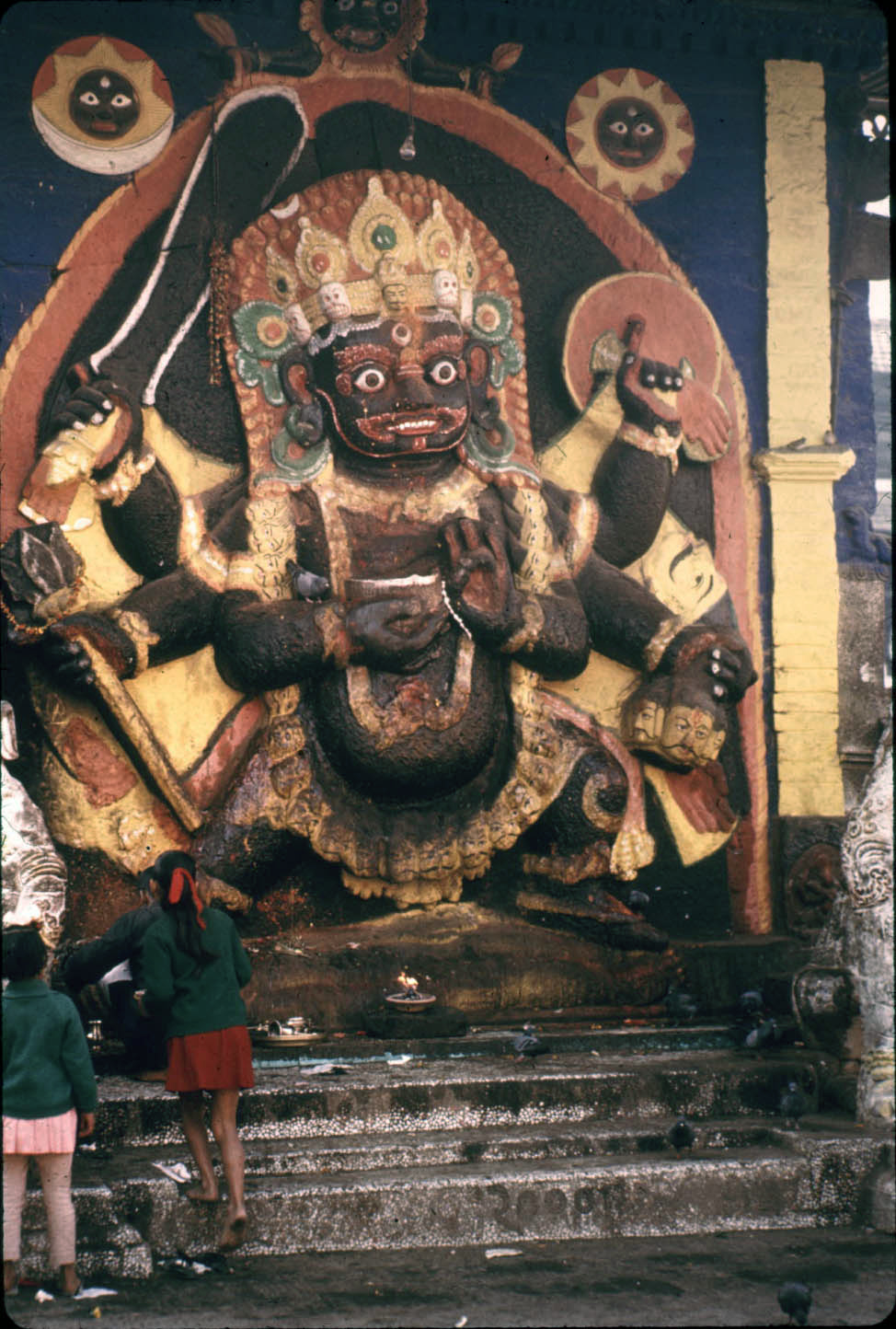
Sechsarmiger Bhairava am Durbar Square in Kathmandu, Nepal

Bhairava (Sanskrit: भैरव, m, wörtl.: „der Furchteinflößende“ oder „der Schreckliche“), auch Bhairav genannt, ist die zerstörerische Inkarnation des Hindu-Gottes Shiva.

## Legenden
Es gibt verschiedene Fassungen bzw. Überlieferungen der Legenden, die sich um die Entstehung von Bhairava ranken. Zwei Hauptstränge lassen sich jedoch unterscheiden, beide sind eng verknüpft mit hinduistischen Schöpfungsmythen.

### Frage nach dem höchsten Gott
Gemäß dem Kurma-Purana entbrannte eines Tages zwischen Vishnu und Brahma Streit um die Frage, wer von beiden der höchste Gott im Universum sei. Brahma forderte Vishnu auf, ihn anzubeten. Daraufhin wurde der ebenfalls anwesende Shiva, der auch den Anspruch erhob, der Höchste zu sein, so wütend, dass er die Gestalt Bhairavas annahm und Brahmas fünften Kopf abschlug. Nachdem er sich wieder beruhigt hatte, wurde ihm bewusst, welch schweres Vergehen er begangen hatte, nämlich einen Brahmanen-Mord. Als Buße trug er den abgeschlagenen Kopf Brahmas mit sich und wanderte ziellos umher, bis er endlich seine Schuld durch ein Bad im heiligen Fluss Ganga sühnen konnte (vgl. auch Kapalikas).

### Bestrafung des Inzests
In einer anderen Legende wird sich Brahma als Weltenschöpfer des Chaos bewusst und erschafft Sarasvati, die Göttin der Schöpfung und der Weisheit. Diese wiederum ist gleichzusetzen mit Shatarupa, in die sich Brahma so sehr verliebte, dass er einen fünften Kopf emanierte, um sie allzeit beobachten zu können. Dem Inzest Brahmas mit seiner Tochter entsprangen Manu, der erste Mensch, aber auch die Tiere. Als Bestrafung für den Inzest schlug Bhairava/Shiva daraufhin mit seinem Schwert das fünfte Haupt Brahmas ab.

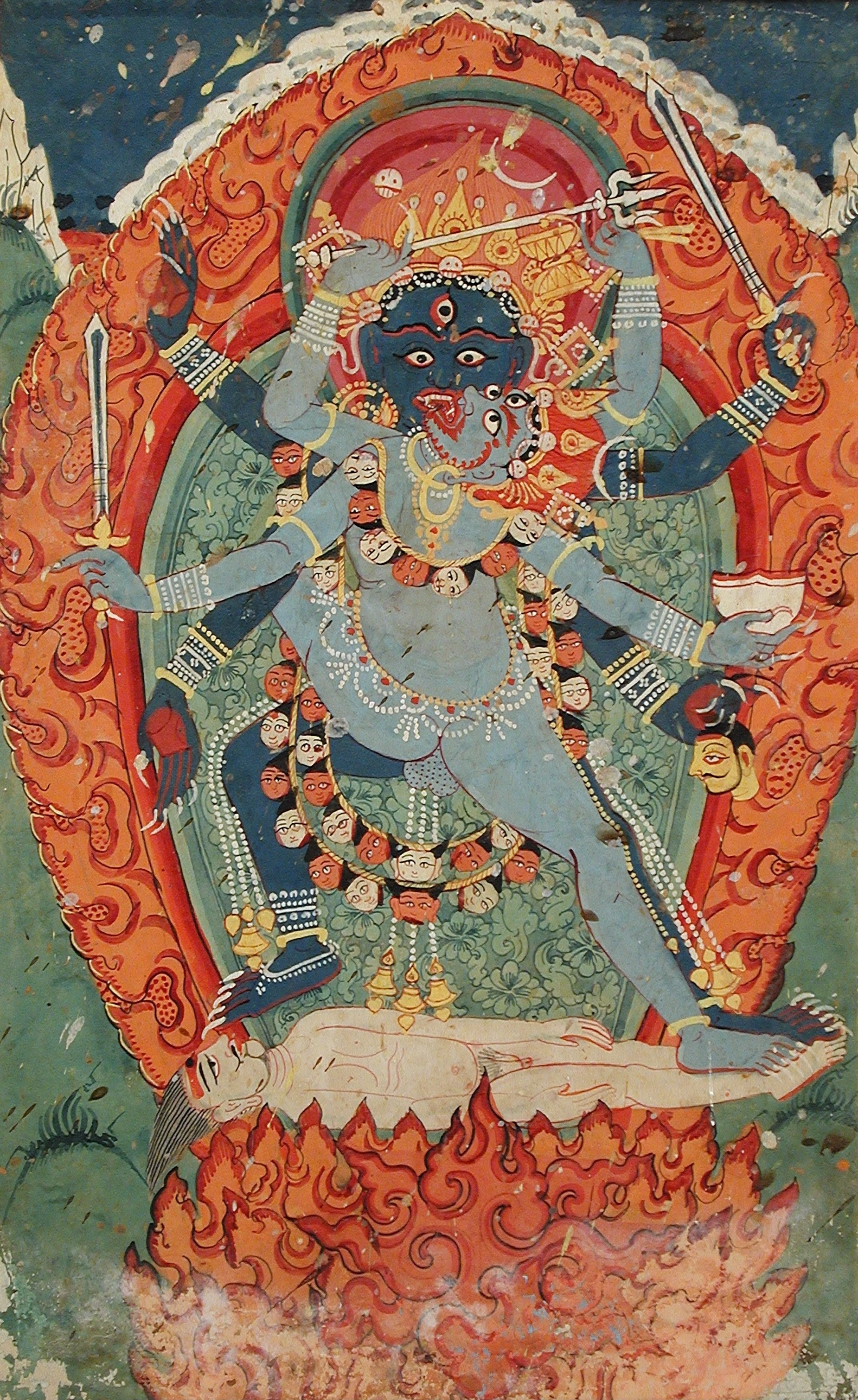
Kali in Vereinigung mit Bhairava, Aquarell, 18. Jh., Nepal.

## Darstellungen
Trotz vieler Variationsmöglichkeiten seiner Ikonografie wird Bhairava immer stehend und meist mit weitausgebreiteten Beinen in einer aggressiven Haltung dargestellt. In seinen meist vier Händen hält er einerseits die wichtigsten Attribute Shivas – den Dreizack (trishula) und die Sanduhrtrommel (damaru), andererseits aber auch ein Schwert oder eine Keule (gada) sowie den abgeschlagenen Kopf Brahmas bzw. seine Schädelschale. Sein Schmuck besteht oft aus einem Schlangenhalsband und einer Schädelkette. Begleitfiguren sind manchmal Dakinis – der skelettartig ausgemergelten Chamunda vergleichbare, nackte weibliche Himmelswesen. Sein Begleittier (vahana) ist ein Hund.
Es existieren auch Darstellungen, in denen Bhairava wie Chamunda als extrem ausgemergelter Asket zu sehen ist. Besonders in Nordindien und Nepal wird er auch in sexueller Vereinigung mit der Göttin Kali gezeigt. Er wird auch als Rakta Bhairava oder auch als Bhairava Brahma dargestellt.

## Manifestationen
Im Shivasutra wird Bhairava als der dynamische Aspekt von Shiva angesehen. Als eine der 8 Formen von Shiva hat er 8 Manifestationen : Kala Bhairava (Zeit), Asitanga Bhairava, Samhara Bhairava, Ruru Bhairava (Lehrer), Krodha Bhairava (Zorn), Kapala Bhairava, Rudra Bhirava und Unmatta Bhairava (rasend) – die Namen können leicht variieren. Nach Swami Lakshmanjoo ist Rudra der üble Manifestationsaspekt Shivas.

## Verbreitung
Darstellungen Bhairavas sind hauptsächlich im Norden des indischen Subkontinents verbreitet, wobei in Nepal seine Darstellungen und seine Verehrung eine besondere Bedeutung erlangt haben. Er gilt auch als Schutzgott des Landes. Auch in die Welt des tibetischen Buddhismus bzw. des Tantrismus haben Bhairava-Darstellungen Eingang gefunden. In Südindien dominiert hingegen Virabhadra mit anderen mythologischen Hintergrundlegenden.